# RES Jamboise
RES Jamboise was een Belgische voetbalclub uit Jambes. De club was bij de KBVB aangesloten met stamnummer 1579. De club speelde in haar bestaan twee decennia in de nationale reeksen, maar ging in 1989 op in fusieclub RFC Namur.

## Geschiedenis
In 1930 sloot Entente Sportive Jamboise (ES Jamboise) zich aan bij de Belgische Voetbalbond, waar men stamnummer 1579 kreeg. De club bleef er de volgende jaren in de regionale reeksen spelen.
Jamboise klom langzaam op en in 1949 bereikte men voor het eerst de nationale bevorderingsreeksen, in die tijd het derde niveau. Jamboise wist er zich te handhaven in zijn reeks en kreeg er in zijn tweede seizoen zelfs het gezelschap van buurclub UR Namur, nadat die club in 1950 was gedegradeerd. Entente Jamboise bleef een paar seizoenen in de staart van de rangschikking eindigen. In 1952 werden grote competitiehervormingen doorgevoerd. Het aantal clubs en reeksen in de hoogste klassen werd gereduceerd en een nieuwe Vierde Klasse zou voortaan de bevorderingsreeksen vormen. Heel wat clubs moesten door de inkrimping in de hoogste niveaus een klasse zakken, waaronder ook Jamboise. De club bleef zo weliswaar in de bevorderingsreeksen spelen, al was dit nu het vierde nationale niveau. Dit eerste seizoen in Vierde Klasse verliep echter moeilijk voor de club. Men eindigde voorlaatste en na vier jaar nationaal voetbal zakte de club weer naar de provinciale reeksen.
In 1955 werd de club koninklijk en de naam werd Royale Entente Sportive Jamboise. In 1957 keerde RES Jamboise terug in Vierde Klasse, na vier jaar provinciaal voetbal. Men kon zich goed handhaven in Bevordering en in het tweede seizoen, 1958/59, werd Jambes al tweede in zijn reeks, op twee punten van reekswinnaar UBS Auvelais. Een jaar later kende men nog meer succes. De club won zijn reeks en zo stootte men na drie jaar Bevordering door naar Derde Klasse.
Ook de terugkeer van Jamboise in Derde Klasse verliep goed en men eindigde er het eerste seizoen (1960/61) al meteen als vierde. Ook het tweede seizoen eindigde men nog in de subtop, maar de volgende jaren verliepen moeilijker en moest men zelfs tegen degradatie strijden. In 1964 eindigde de ploeg met 23 punten, evenveel als Tongerse SV Cercle. Tongerse had meer wedstrijden verloren en eindigde zo op de 15de plaats, een degradatieplaats. Jamboise werd 14de en ontliep de degradatie. De volgende seizoenen brachten weinig beterschap en uiteindelijk eindigde men in 1969 als voorlaatste. Na negen seizoenen Derde Klasse zakte de club terug naar Vierde. Het eerste jaar na de degradatie eindigde ES Jamboise nog in de middenmoot in Vierde Klasse, maar in 1971 strandde men daar afgetekend als laatste. Na 14 jaar nationaal voetbal zakte de club terug naar de provinciale reeksen.
Het verblijf in de provinciale reeksen zou nu veel langer duren. Pas in 1987 kon RES Jamboise nog eens terugkeren in de nationale Vierde Klasse. De club trof er in zijn reeksen een paar stadsgenoten aan (de gemeente Jambes was in de jaren 70 immers gefusioneerd met de stad Namen), namelijk UR Namur en WA Namur. Jamboise bleef twee seizoenen spelen in Vierde Klasse, tot men in 1989 samen ging met het grotere Union Royale Namur. UR Namur was bij de Belgische Voetbalbond aangesloten met stamnummer 156 en net reekswinnaar geworden in de reeks waar ook Jamboise speelde. De fusieclub werd RFC Namur genoemd en speelde verder in Derde Klasse met stamnummer 156. Stamnummer 1579 van RES Jamboise werd definitief geschrapt.
Jaren later, eind 1999 - begin 2000, werd een nieuwe club opgericht met de naam Entente Sportive Jamboise. Dit nieuwe ES Jamboise sloot bij de KBVB aan met stamnummer 9363 en ging van start in de laagste provinciale reeksen.

## Resultaten
| Seizoen                               | Klasse | Klasse | Klasse | Klasse | Klasse | Klasse | Klasse | Klasse | Reeks                                     | Punten                                    | Opmerkingen                               |                                           |                                           |                                           |                                           |                                           |                                           |                                           |                                           |                                           |                                           |
|                                       | I      | II     | III    | P.I    | P.II   | P.III  | P.IV   |        |                                           |                                           |                                           |                                           |                                           |                                           |                                           |                                           |                                           |                                           |                                           |                                           |                                           |
| ------------------------------------- | ------ | ------ | ------ | ------ | ------ | ------ | ------ | ------ | ----------------------------------------- | ----------------------------------------- | ----------------------------------------- | ----------------------------------------- | ----------------------------------------- | ----------------------------------------- | ----------------------------------------- | ----------------------------------------- | ----------------------------------------- | ----------------------------------------- | ----------------------------------------- | ----------------------------------------- | ----------------------------------------- |
| Provinciaal voetbal van 1943 tot 1949 |        |        |        |        |        |        |        |        |                                           |                                           |                                           |                                           |                                           |                                           |                                           |                                           |                                           |                                           |                                           |                                           |                                           |
| 1949/50                               |        |        | 13     |        |        |        |        |        | Bevordering B                             | 26                                        |                                           |                                           |                                           |                                           |                                           |                                           |                                           |                                           |                                           |                                           |                                           |
| 1950/51                               |        |        | 13     |        |        |        |        |        | Bevordering A                             | 27                                        |                                           |                                           |                                           |                                           |                                           |                                           |                                           |                                           |                                           |                                           |                                           |
| 1951/52                               |        |        | 13     |        |        |        |        |        | Bevordering A                             | 22                                        |                                           |                                           |                                           |                                           |                                           |                                           |                                           |                                           |                                           |                                           |                                           |
|                                       | I      | II     | III    | IV     | P.I    | P.II   | P.III  | P.IV   | Vanaf 1952/53 zijn er 4 nationale niveaus | Vanaf 1952/53 zijn er 4 nationale niveaus | Vanaf 1952/53 zijn er 4 nationale niveaus | Vanaf 1952/53 zijn er 4 nationale niveaus | Vanaf 1952/53 zijn er 4 nationale niveaus | Vanaf 1952/53 zijn er 4 nationale niveaus | Vanaf 1952/53 zijn er 4 nationale niveaus | Vanaf 1952/53 zijn er 4 nationale niveaus | Vanaf 1952/53 zijn er 4 nationale niveaus | Vanaf 1952/53 zijn er 4 nationale niveaus | Vanaf 1952/53 zijn er 4 nationale niveaus | Vanaf 1952/53 zijn er 4 nationale niveaus | Vanaf 1952/53 zijn er 4 nationale niveaus |
| 1952/53                               |        |        |        | 15     |        |        |        |        | Vierde klasse B                           | 19                                        |                                           |                                           |                                           |                                           |                                           |                                           |                                           |                                           |                                           |                                           |                                           |
| 1953/54                               |        |        |        |        | ?      |        |        |        | Eerste Prov. Nam.                         | ?                                         |                                           |                                           |                                           |                                           |                                           |                                           |                                           |                                           |                                           |                                           |                                           |
| 1954/55                               |        |        |        |        | ?      |        |        |        | Eerste Prov. Nam.                         | ?                                         |                                           |                                           |                                           |                                           |                                           |                                           |                                           |                                           |                                           |                                           |                                           |
| 1955/56                               |        |        |        |        | ?      |        |        |        | Eerste Prov. Nam.                         | ?                                         |                                           |                                           |                                           |                                           |                                           |                                           |                                           |                                           |                                           |                                           |                                           |
| 1956/57                               |        |        |        |        | 1      |        |        |        | Eerste Prov. Nam.                         | ?                                         |                                           |                                           |                                           |                                           |                                           |                                           |                                           |                                           |                                           |                                           |                                           |
| 1957/58                               |        |        |        | 8      |        |        |        |        | Vierde klasse D                           | 30                                        |                                           |                                           |                                           |                                           |                                           |                                           |                                           |                                           |                                           |                                           |                                           |
| 1958/59                               |        |        |        | 2      |        |        |        |        | Vierde klasse C                           | 44                                        |                                           |                                           |                                           |                                           |                                           |                                           |                                           |                                           |                                           |                                           |                                           |
| 1959/60                               |        |        |        | 1      |        |        |        |        | Vierde klasse A                           | 52                                        |                                           |                                           |                                           |                                           |                                           |                                           |                                           |                                           |                                           |                                           |                                           |
| 1960/61                               |        |        | 4      |        |        |        |        |        | Derde klasse B                            | 32                                        |                                           |                                           |                                           |                                           |                                           |                                           |                                           |                                           |                                           |                                           |                                           |
| 1961/62                               |        |        | 5      |        |        |        |        |        | Derde klasse B                            | 33                                        |                                           |                                           |                                           |                                           |                                           |                                           |                                           |                                           |                                           |                                           |                                           |
| 1962/63                               |        |        | 12     |        |        |        |        |        | Derde klasse B                            | 26                                        |                                           |                                           |                                           |                                           |                                           |                                           |                                           |                                           |                                           |                                           |                                           |
| 1963/64                               |        |        | 14     |        |        |        |        |        | Derde klasse A                            | 23                                        |                                           |                                           |                                           |                                           |                                           |                                           |                                           |                                           |                                           |                                           |                                           |
| 1964/65                               |        |        | 13     |        |        |        |        |        | Derde klasse B                            | 25                                        |                                           |                                           |                                           |                                           |                                           |                                           |                                           |                                           |                                           |                                           |                                           |
| 1965/66                               |        |        | 12     |        |        |        |        |        | Derde klasse A                            | 26                                        |                                           |                                           |                                           |                                           |                                           |                                           |                                           |                                           |                                           |                                           |                                           |
| 1966/67                               |        |        | 7      |        |        |        |        |        | Derde klasse A                            | 31                                        |                                           |                                           |                                           |                                           |                                           |                                           |                                           |                                           |                                           |                                           |                                           |
| 1967/68                               |        |        | 11     |        |        |        |        |        | Derde klasse B                            | 26                                        |                                           |                                           |                                           |                                           |                                           |                                           |                                           |                                           |                                           |                                           |                                           |
| 1968/69                               |        |        | 15     |        |        |        |        |        | Derde klasse B                            | 18                                        |                                           |                                           |                                           |                                           |                                           |                                           |                                           |                                           |                                           |                                           |                                           |
| 1969/70                               |        |        |        | 8      |        |        |        |        | Vierde klasse A                           | 28                                        |                                           |                                           |                                           |                                           |                                           |                                           |                                           |                                           |                                           |                                           |                                           |
| 1970/71                               |        |        |        | 16     |        |        |        |        | Vierde klasse B                           | 12                                        |                                           |                                           |                                           |                                           |                                           |                                           |                                           |                                           |                                           |                                           |                                           |
| Provinciaal voetbal van 1971 tot 1987 |        |        |        |        |        |        |        |        |                                           |                                           |                                           |                                           |                                           |                                           |                                           |                                           |                                           |                                           |                                           |                                           |                                           |
| 1987/88                               |        |        |        | 12     |        |        |        |        | Vierde klasse D                           | 28                                        |                                           |                                           |                                           |                                           |                                           |                                           |                                           |                                           |                                           |                                           |                                           |
| 1988/89                               |        |        |        | 8      |        |        |        |        | Vierde klasse D                           | 30                                        |                                           |                                           |                                           |                                           |                                           |                                           |                                           |                                           |                                           |                                           |                                           |

## Bekende spelers
- Jean Jadot